# Lešná
Ne doit pas être confondu avec Lesná.
Lešná (en allemand : Löschna) est une commune du district de Vsetín, dans la région de Zlín, en République tchèque. Sa population s'élevait à 2 046 habitants en 2020.

## Géographie
Lešná se trouve à 7 km au nord-ouest de Valašské Meziříčí, à 21 km au nord-nord-ouest de Vsetín, à 39 km au nord-est de Zlín, à 42 km au sud-ouest d'Ostrava et à 259 km à l'est-sud-est de Prague.
La commune est limitée par Starý Jičín et Nový Jičín au nord, par Hostašovice à l'est, par Valašské Meziříčí au sud, et par Choryně à l'ouest et par Hustopeče nad Bečvou au nord-ouest.

## Histoire
La première mention écrite du village date de 1355.